# Айсу Іко
А́йсу Іко́ (яп. 【愛洲惟孝】, あいすいこう; 1452 — 1538) — японський військовик, майстер бойових мистецтв, фехтувальник. Засновник Школи тіні японського фехтування. Народився у провінції Ісе, в самурайській родині. Після мандрів по країні прийняв чернечий постриг і оселився в Удо, в провінції Хюґа. За легендою, в 36-річному віці усамітнився у гроті, де під час медитацій і вправ отримав божественне одкровення й започаткував Школу тіні. Мав зв'язки із японськими піратами, здійснив подорож до мінського Китаю. Тимчасове ім'я — Тародзаемон (【太郎左衛門】); власне ім'я — Хісатада (【久忠】); титулярне ім'я — Хюґа-но-камі (【日向守】). Псевдо — Іко (【移香】, 【惟孝】).